# مدينة السلامة

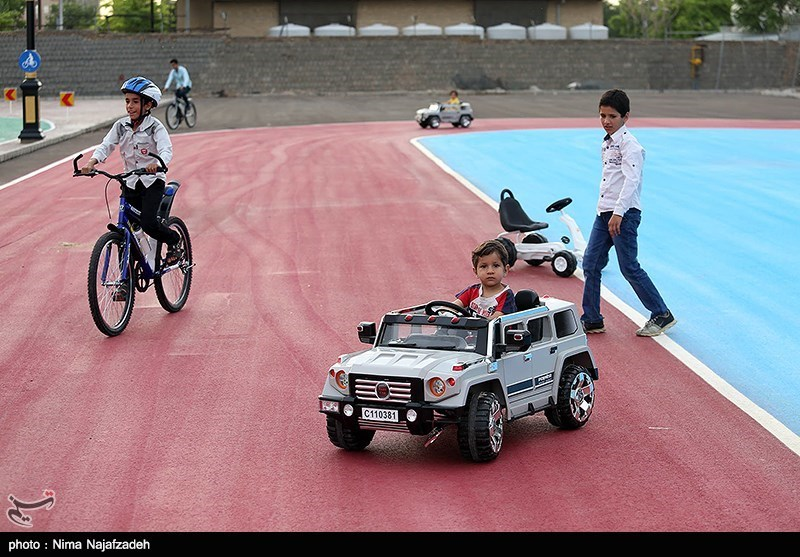
مدينة السلامة

مدينة السلامة هو برنامج تلفزيوني للأطفال يقوم بتدريس دروس السلامة حول الحرائق، المشاة أو المرور والماء والبنادق والسموم أو المخدرات. كما أنه الاسم الذي تم إطلاقه على مدينة تم إنشاؤها طبق الأصل لإرشاد الأطفال حول إجراءات السلامة.
تم إنشاء برنامج «مدينة السلامة» من قبل الشرطي «فريند بوالز» في مانسفيلد، أوهايو في عام 1937 بعد أن اصطدم طفل بسياة وقتل وهو في طريقه إلى المدرسة. تأسس«مركزالمدينة للسلامة الوطنية» في عام 1964 عن طريق «دوروثي تشلاد» في كليفلاند بولاية أوهايو.